# Royal Republic
Royal Republic es una banda de rock alternativo formada en Malmö, Suecia, a finales de 2007. La banda está compuesta por el cantante y guitarrista Adam Grahn, el guitarrista Hannes Irengard, el bajista Jonas Almén y el baterista Per Andreasson.

## Trayectoria
El primer álbum, We Are The Royal, se grabó en Beach House Studios (Malmö, Suecia) con el productor Anders Hallback. El álbum fue terminado en 2009 y mezclado en los estudios Toytown (Estocolmo, Suecia) por Stefan Glaumann (Rammstein, Europe, Def Leppard).
Este álbum fue lanzado en Suecia en febrero de 2010 y fue bien recibido por los críticos, fanes y radios especializadas. Su segundo álbum, titulado, Save the Nation, fue lanzado el 24 de agosto de 2012.
Los 3 primeros sencillos alcanzaron el número #1 en la Bandit Rock's Most Wanted-list, Tommy-Gun fue número #1 en MTV Rockchart.
Royal Republic tienen actualmente contrato con Bonnier Amigo Music Group, OnFire Records y RoadRunner Records.

## Discografía
Sencillos
- All Because of You -      (2009)
- Tommy-Gun -               (2010)
- Underwear -               (2010)
- Full Steam Spacemachine - (2011)
- Addictive -               (2012)
- Everybody Wants to Be an Astronaut - (2012)
- When I see you dance with another - (2015)
- Baby -                    (2016)
- Uh Huh -                  (2016)

Discos
- We Are the Royal          (2010)
- Save the Nation           (2012)
- Royal Republic and the Nosebreakers (2014)
- Weekend Man               (2016)
- Club Majesty               (2019)
- LoveCop               (2024)

## Miembros
- Adam Grahn – Voces, Guitarra
- Hannes Irengård – Guitarra, Coros
- Jonas Almén – Bajo, Coros
- Per Andreasson – Batería, Coros